# Campionati del mondo di corsa in montagna 2014
I Campionati del mondo di corsa in montagna 2014 si sono disputati a Casette di Massa, in Italia, il 14 settembre 2014 sotto il nome di "World Mountain Running Championships". Il titolo maschile è stato vinto da Isaac Kiprop, quello femminile da Andrea Mayr. I mondiali di corsa in montagna sono, a partire dal 2009 compreso, una competizione riconosciuta ufficialmente dalla International Association of Athletics Federations (IAAF). 

## Uomini Seniores
Individuale
| Pos.    | Atleta            | Nazione     | Tempo  |
| ------- | ----------------- | ----------- | ------ |
| Oro     | Isaac Kiprop      | Uganda      | 53'50" |
| Argento | Daniel Rotich     | Uganda      | 55'10" |
| Bronzo  | Kibet Soyekwo     | Uganda      | 55'24" |
| 4       | Bernard Dematteis | Italia      | 55'49" |
| 5       | Frezgy Tsegay     | Eritrea     | 56'03" |
| 6       | Abraham Kidane    | Eritrea     | 56'24" |
| 7       | Petro Mamu        | Eritrea     | 57'04" |
| 8       | Ahmet Arslan      | Turchia     | 57'14" |
| 9       | Tesfaldet Negash  | Eritrea     | 57'47" |
| 10      | Patrick Smyth     | Stati Uniti | 57'55" |

Squadre
| Pos.    | Squadra | Punti |
| ------- | ------- | ----- |
| Oro     | Uganda  | 17    |
| Argento | Eritrea | 27    |
| Bronzo  | Italia  | 55    |

## Uomini Juniores
Individuale
| Pos.    | Atleta                 | Nazione   | Tempo  |
| ------- | ---------------------- | --------- | ------ |
| Oro     | Phillip Kipyego        | Uganda    | 40'51" |
| Argento | Ramazan Karagoz        | Turchia   | 42'42" |
| Bronzo  | Ferhat Bozkurt         | Turchia   | 42'53" |
| 4       | Nadir Cavagna          | Italia    | 44'33" |
| 5       | Stian Aarvik Overgaard | Norvegia  | 44'53" |
| 6       | Davide Magnini         | Italia    | 45'29" |
| 7       | Musa Isler             | Turchia   | 45'43" |
| 8       | Dominik Sadlo          | Rep. Ceca | 45'57" |
| 9       | Hannes Meissel         | Austria   | 46'14" |
| 10      | Geoffrey Barbe         | Francia   | 46'32" |

Squadre
| Pos.    | Squadra     | Punti |
| ------- | ----------- | ----- |
| Oro     | Turchia     | 12    |
| Argento | Italia      | 34    |
| Bronzo  | Regno Unito | 47    |

## Donne Seniores
Individuale
| Pos.    | Atleta              | Nazione     | Tempo  |
| ------- | ------------------- | ----------- | ------ |
| Oro     | Andrea Mayr         | Austria     | 45'07" |
| Argento | Lucy Wambui Murigi  | Kenya       | 47'49" |
| Bronzo  | Allison McLaughlin  | Stati Uniti | 47'55" |
| 4       | Maude Mathys        | Svizzera    | 48'22" |
| 5       | Viola Jelagat       | Kenya       | 49'01" |
| 6       | Patricia Chekwemboi | Uganda      | 49'11" |
| 7       | Mateja Kosovelj     | Slovenia    | 49'16" |
| 8       | Alice Gaggi         | Italia      | 49'55" |
| 9       | Emma Clayton        | Regno Unito | 50'11" |
| 10      | Pavla Schorna       | Rep. Ceca   | 50'21" |

Squadre
| Pos.    | Squadra     | Punti |
| ------- | ----------- | ----- |
| Oro     | Italia      | 32    |
| Argento | Regno Unito | 41    |
| Bronzo  | Stati Uniti | 62    |

## Donne Juniores
Individuale
| Pos.    | Atleta                 | Nazione     | Tempo  |
| ------- | ---------------------- | ----------- | ------ |
| Oro     | Stella Chesang         | Uganda      | 19'23" |
| Argento | Sarah Kistner          | Germania    | 20'38" |
| Bronzo  | Michaela Stranska      | Rep. Ceca   | 21'01" |
| 4       | Amanda Ortiz           | Stati Uniti | 21'17" |
| 5       | Catriona Graves        | Regno Unito | 21'23" |
| 6       | Nada Balcarczyk        | Germania    | 21'24" |
| 7       | Andreea Alina Piscu    | Romania     | 21'34" |
| 8       | Marisa Ruskan          | Stati Uniti | 21'39" |
| 9       | Carmen Idris Beshirova | Rep. Ceca   | 21'41" |
| 10      | Olga Nikolaeva         | Russia      | 21'45" |

Squadre
| Pos.    | Squadra     | Punti |
| ------- | ----------- | ----- |
| Oro     | Germania    | 8     |
| Argento | Stati Uniti | 12    |
| Bronzo  | Rep. Ceca   | 12    |

## Medagliere
| Posizione | Paese       | Oro | Argento | Bronzo | Totale |
| --------- | ----------- | --- | ------- | ------ | ------ |
| 1         | Uganda      | 3   | 1       | 1      | 5      |
| 2         | Italia      | 1   | 1       | 1      | 3      |
| 3         | Germania    | 1   | 1       | 0      | 2      |
| 4         | Austria     | 1   | 0       | 0      | 1      |
| 4         | Uganda      | 1   | 0       | 0      | 1      |
| 4         | Turchia     | 1   | 0       | 0      | 1      |
| 7         | Stati Uniti | 0   | 1       | 2      | 3      |
| 8         | Regno Unito | 0   | 1       | 1      | 2      |
| 8         | Turchia     | 0   | 1       | 1      | 2      |
| 10        | Eritrea     | 0   | 1       | 0      | 1      |
| 10        | Kenya       | 0   | 1       | 0      | 1      |
| 12        | Rep. Ceca   | 0   | 0       | 2      | 2      |